# 칠곡 송림사 오층전탑
칠곡 송림사 오층전탑(漆谷 松林寺 五層塼塔)은 대한민국 경상북도 칠곡군, 송림사에 있는 신라의 오층전탑이다. 1963년 1월 21일 대한민국의 보물 제189호로 지정되었다.
흙으로 구운 벽돌을 이용해 쌓아 올린 탑이며, 금동제 상륜부를 갖추고 있다. 1959년 탑을 해체·수리할 때 많은 유물이 발견되어 현재 국립대구박물관에 소장 중이다.

## 개요
송림사 대웅전 앞에 서있는 5층 전탑(塼塔)으로, 흙으로 구운 벽돌을 이용해 쌓아 올렸다.
탑을 받치는 기단(基壇)은 벽돌이 아닌 화강암을 이용하여 1단으로 마련하였는데, 기단의 4면에는 각 면의 모서리와 가운데에 기둥 모양을 조각하였다. 탑신(塔身)은 모두 벽돌로 쌓아올렸다. 2층 이상의 몸돌은 높이가 거의 줄어들지 않아 전체적으로 높아 보이나, 각 몸돌을 덮고 있는 지붕돌이 넓은 편이어서 안정되고 온화하다.
지붕은 벽돌로 쌓은 점을 고려한 듯 밑면의 받침부분 외에 위의 경사면까지 층급을 두어 쌓았다. 꼭대기에는 금동으로 만든 머리장식이 남아있는데, 이는 1959년에 해체하여 복원작업을 하면서 원형대로 모조한 것이다. 비록 모조품이긴 하나, 통일신라시대 금동 상륜부의 모습을 보여주고 있어 귀중한 자료가 된다.
9세기 남북국 시대에 세워진 것으로 추측되며, 보수를 하면서 탑신의 몸돌 내부에서 나무로 만든 불상과 사리장치 등이 발견되었다.

## 같이 보기
- 칠곡 송림사 오층전탑 사리장엄구 - 보물 제325호

## 참고 자료
- 칠곡 송림사 오층전탑 - 국가유산청 국가유산포털